# Канадська королівська кінна поліція
Кана́дська королі́вська кі́нна полі́ція (англ. Royal Canadian Mounted Police (RCMP), фр. Gendarmerie royale du Canada (GRC), досл. «Королівська жандармерія Канади»; розмовно: англ. The Mounties) — всеканадська поліція, яка служить в Канаді ще й контрактовою поліцією трьом територіям і восьми провінціям Канади (крім Квебеку й Онтаріо), 190 муніципалітетам, 184 індіанським резерваціям і в трьох міжнародних аеропортах.

## Історія

### Заснування
Королівська кінна поліція Канади, як така, не існувала до 1920 року: її створено того ж року з окремих частин Північно-Західної кінної та Домініальної поліцій, які в Канаді були сформовані, відповідно, ще в роках 1873 і 1868. Насправді символізмом сучасної Королівської поліції є її червона парадна форма, парамілітарну спадщину й міфологію прикордонників — перейнято новоствореною канадською жандармерією від Північно-Західної кінної поліції, знаної з 1904 як Королівська Північно-Західна кінна поліція.
Перший уряд Північно-західної території, відомий під назвою «Тимчасова Північно-Західна рада» (англ. Temporary North-West Council), вніс пропозицію до уряду Канади і королеві Вікторії (англ. Queen Victoria) прийняти закон про створення поліції ще 23 травня 1873. Завдання запропонованої поліції — захист правопорядку і суверенітету в Північно-Західній території, оскільки неподобаюча поведінка американських торговців віскі у Форт Вуп-Ап (англ. Fort Whoop-Up), відповідальних за масакру в Сайпрс-Хіллс (англ. Cypress Hills Massacre), ставала своєрідною проблемою, яка розсерджувала й непокоїла миролюбних канадців.
Спочатку частини новоствореної поліції звалися «Північно-західні кінні стрільці» (англ. North West Mounted Rifles) але, оскільки назва занадто нагадувала військову формацію, прем'єр-міністр Канади Джон Макдональд, не бажаючи викликати дискомфорт у корінних жителів та американців, настояв на тому, щоб змінити назву на «Північно-Західна кінна поліція» (англ. North West Mounted Police). Поліцію було організовано на кшалт кавалерії Британської армії — зі звичною їй червоною формою, після того, як її полковник Джордж Артур Френч (англ. George Arthur French) вивчив у Ірландії методи й процедури успішних цивільних поліцейських збройних сил тієї ж країни під назвою Королівська Ірландська поліція (англ. Royal Irish Constabulary).

### Марш до Форту Вуп-Ап
'Джордж Френч' збирав поліційні сили до 'Фортуї Доферин' (англ. Fort Dufferin), Манітоба, виїхали 8-й липня 1874 та почали рухатись до 'Форту Вуп-Оп', нині Альберти. В полку поліції було 22 офіцерів, 287 чоловіків — назви поліції і пів-поліції, 310 коней, 67 вагонів, 114 бик-візів, 18 ярмових биків, 50 корів і 40 тел. Коли полк приїхав до 'Форту Вуп-Оп', він був без людей, неподалук ПЗКП збудував штаб 'Форт Маклаод' (англ. Fort MacLeod) на острові над річкою Олд-Ман.

### Сидячий Бик
Влітку 1876 Сидячий Бик та тисячі коріних індіанців племені Сіу втікали від армії США. Приїхавши до нині південного Саскачевану, розташувалися у «Вуд Монтайн» (англ. Wood Mountain). «Джеймс Марро Валш» (англ. James Morrow Walsh), поліцейський ПЗКП, захищав правопорядок. Валш і Сидячий Бик стали добрими друзями, тому в Вуд Монтайн було мирно.

### Повстання в Північно-західних територіях
25 березня 1885 група Метіс (фр. Métis) і корінних жителів під 'Луї Ріель' (фр. Louis Riel) і 'Габріел Думонт' (фр. Gabriel Dumont) захопили крамницю 'Гілйард Мічелс' (англ. Hillyard Mitchell's Store) біля Озера Качки. Керівник ПЗКП 'Ліф Крозір' (англ. Leif Crozier) одержав попередження і послав поліцію щоб зберегти вміст крамниці, але було запізно. Поліція повернулася назад до 'Форту Карлтон' (англ. Fort Carlton). Крозір зібрав велику групу поліції 'Добровольці Принца Альберта (англ. Prince Albert Volunteers) та повернув до Озера Качки.
На кінці 'Битви при Озері Качкі' (англ. The Battle of Duck Lake) було декілька аварій ПЗКП. Почались повстання в Північно-західних територіях і Канада посилала їх армію.

### Клондайкська золота лихоманка
У 1895 юрисдикція ПЗКП простяглася аж до Юкону. Канадський уряд послав інспектора ПЗКП Чарлза Константина (англ. Charles Constantine) до Форт-Майл з метою збирання податків, контролю за спиртними напоями і впровадження канадських законів серед старателів канадського Юкону. Констатин придбав 320 акрів території на північному березі річки Форт-Майл і через рік повернувся з 20 поліцейськими будувати Форт-Константин. Це було перше поліцейське поселення на Юконі.
У 1898, вже в розпал Клондайкської золотої лихоманки, інспектора Константина замінив легендарний суперінтендант Сем Стіл. Північно-Західно Кінна Поліція загалом зажила доброї репутації, впроваджуючи закон під час золотої лихоманки, як у самому містечку Доусон-Сіті, так і на всіх маршрутах старателів вздовж річки Юкон.

### З 1903 до 1920
В 1903 юрисдикція ПЗКП простягалась до Кайп Фолертоп (англ. Cape Fullerton) на березі Арктики, Нунавут.
У липні 1904 Едуард VII король Великої Британії (англ. King Edward VII) додав 'Королівська' до ПЗКП.
Юрисдикція КПЗКП простягалась до нових провінцій Альберта Саскачеван в р. 1905, і до нової анексії Манітоби в р. 1912.
Під час Першої світової війни служба КПЗКП включала патруль кордону, нагляд за чужинцями, силове підтримання народної безпеки.
В 1918 уряд Канади послав поліцію КПЗКП до Владивостоку — частина 'Канадсько-Сибірських Експедиційних Сил' (англ. Canadian Siberian Force).
В 1919, уряд посилав КПЗКП придушувати загальний страйк в Вінніпезі, де 35 000 робітників узяло участь у страйку і маніфестаціях. Страйк було жорстоко придушено з декількома людськими жертвами, проте Вінніпег ще деякий час залишався одним з політично найактивніших міст країни.

### 1920 до 1969
У 1920 р. уряд Канади об'єднав «Поліцію канадського домініона» (англ. Dominion Police) з «Королівською Південно-західною кінною поліцією» і створив сучасну «Канадську королівську кінну поліцію» (англ. Royal Canadian Mounted Police (RCMP)) . Ця структура виконувала функції федеральної поліції на всій території країни, займалась збором розвідувальної інформації та контррозвідкою. Для виконання цих функцій існувало всього декілька працівників в складі поліції, які корегували та направляли діяльність служби в потрібному напрямку.
З початком Холодної війни та протистоянням з СРСР збільшилися вимоги для секретної служби — таким чином, у 1950 р. був створений особливий підрозділ федеральної поліції.

### З 1970 донині
У 1970 р. створена «Секретна служба Королівської канадської кінної поліції». Ця служба, крім контршпигунської діяльності, займалася збором інформації про організації, які представляли загрозу всередині країни. Так, у 1970-х роках спецслужби займалися шпигунством за сепаратистським Фронтом визволення Квебеку, і звинувачували їх у деяких протиправних діях. У відповідь на критику, парламентом була створена спеціальна слідча комісія — т. зв. «Комісія Макдональда», яка у своєму висновку запропонувала створити окрему розвідувальну структуру. У парламент був внесений законопроєкт стосовно спецслужби під номером Сі-157, який у 1983 р. не набрав більшості. З урахуванням нових рекомендацій у січні 1984 р. був направлений новий законопроєкт Сі-9, який був ухвалений обома палатами парламенту. Таким чином, згідно з цим законом 21 червня 1984 р. була заснована нова секретна служба — Канадська служба безпеки й розвідки. Разом з нею був заснований Парламентський комітет з безпеки й розвідки, який передбачав громадський контроль над діяльністю спецслужби.

## Галерея

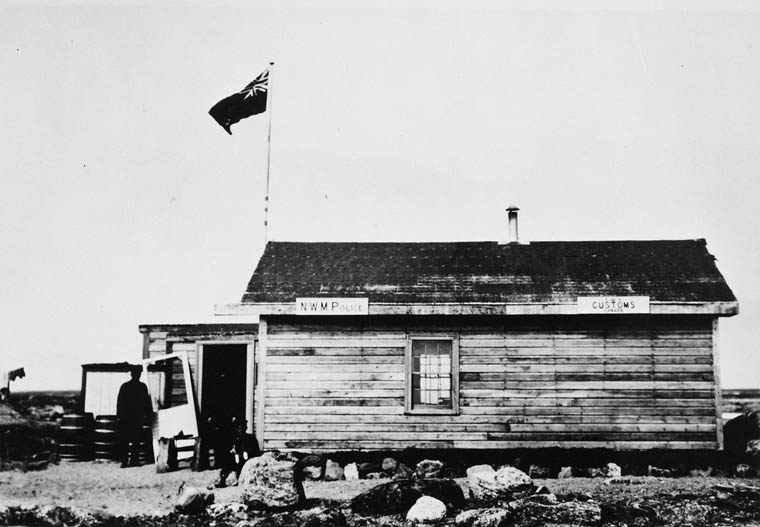
ПЗКП Бараки на Кайп Фолертоп, Нунавут, p. 1904.
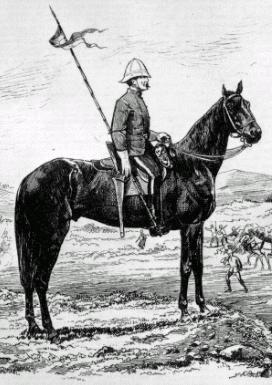
ПЗКП Улан
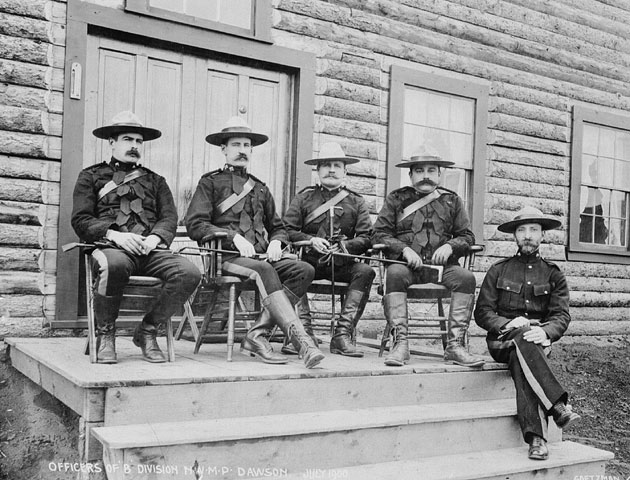
ПЗКП р. 1900
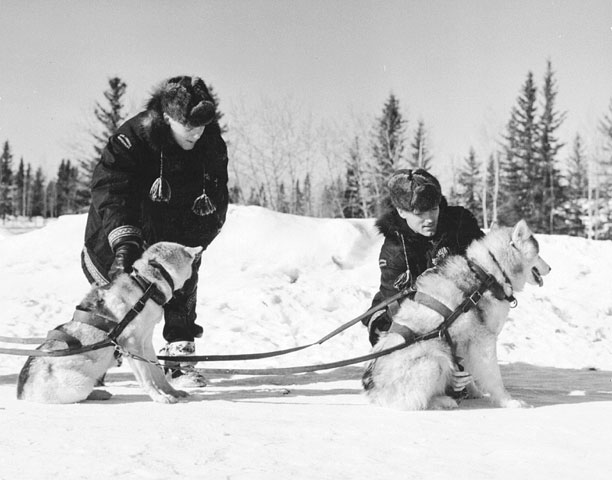
санки песи КККП р. 1957
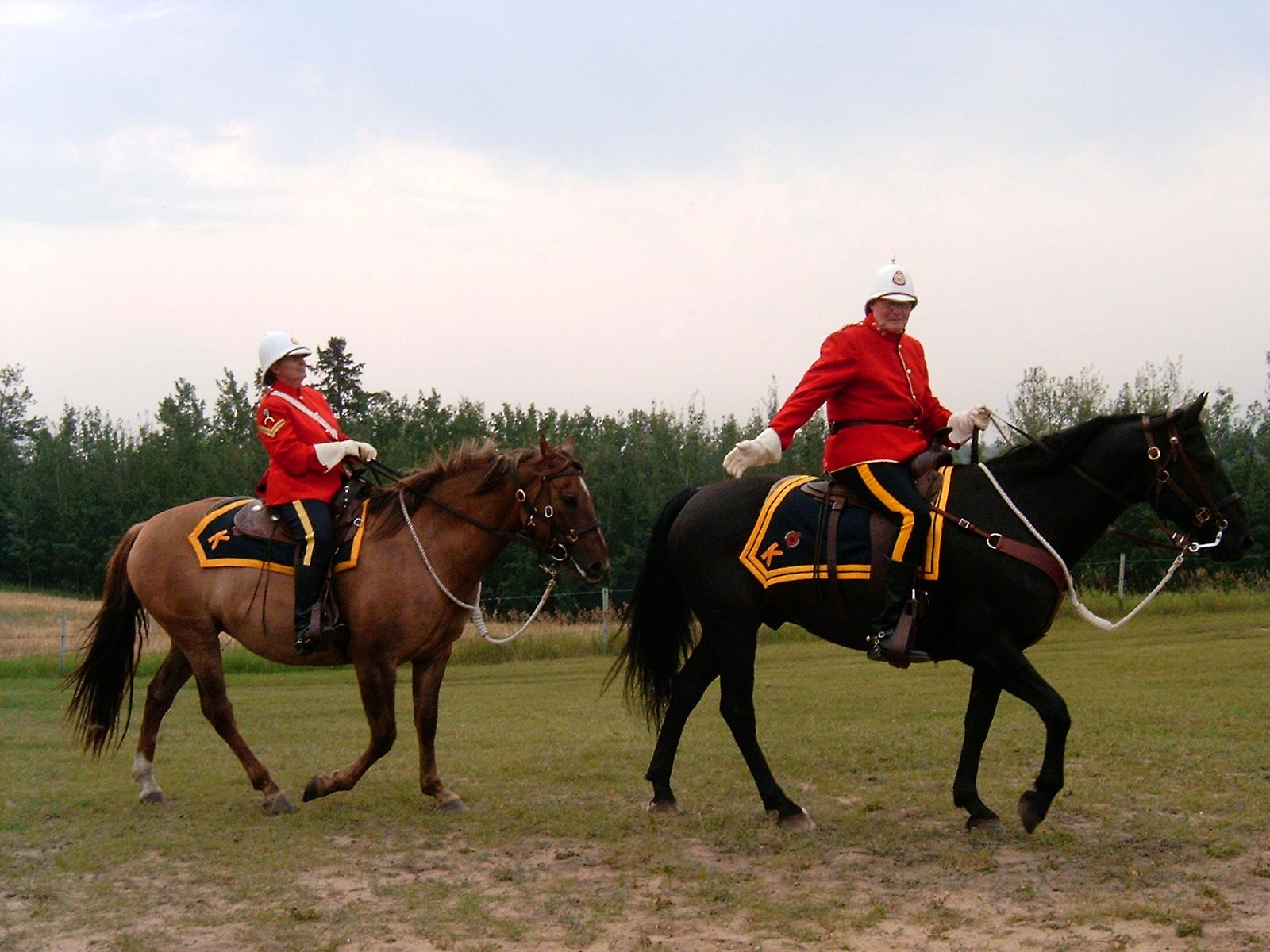
ПЗКП історичні актори
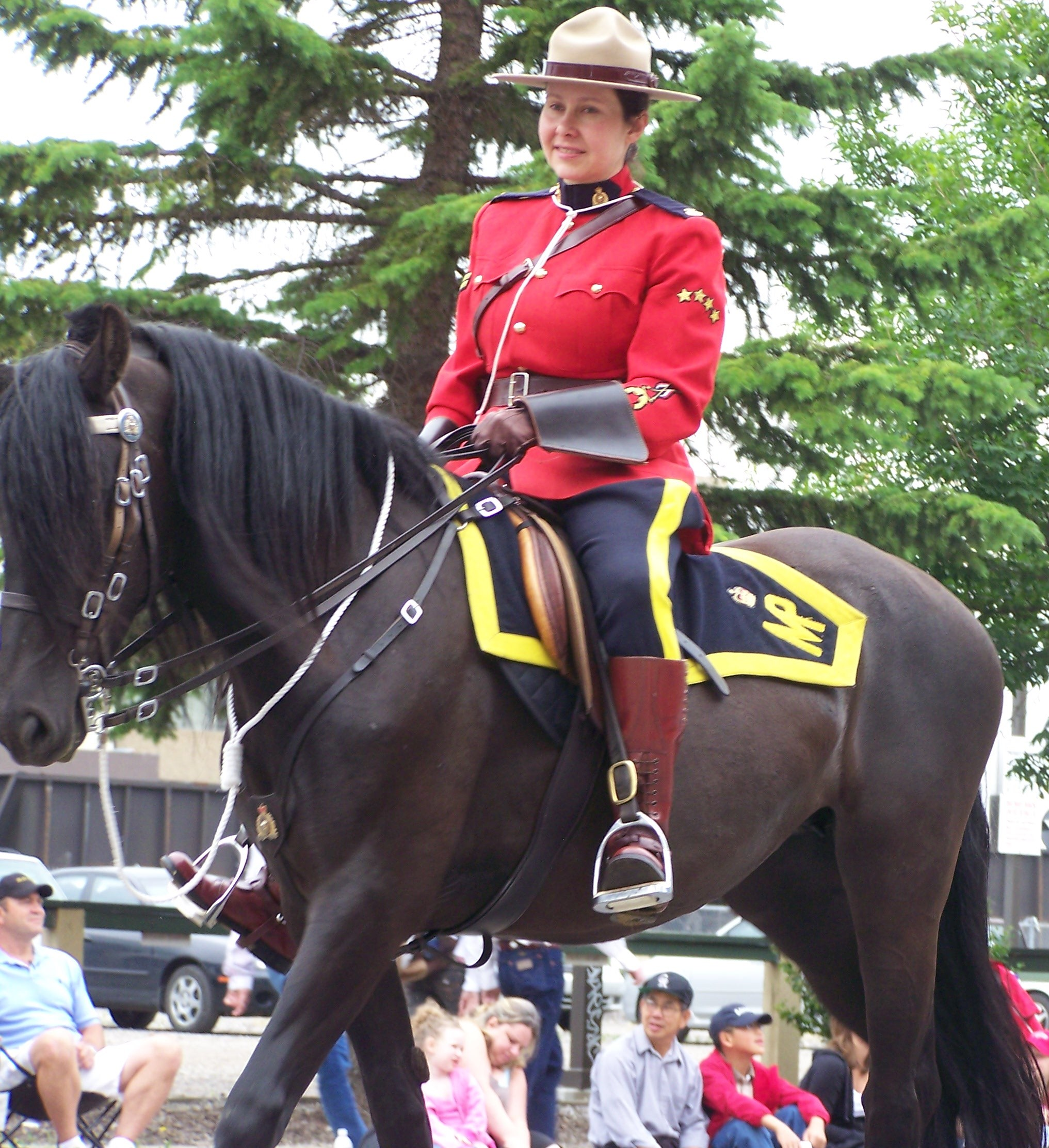
КККП поліція на коні
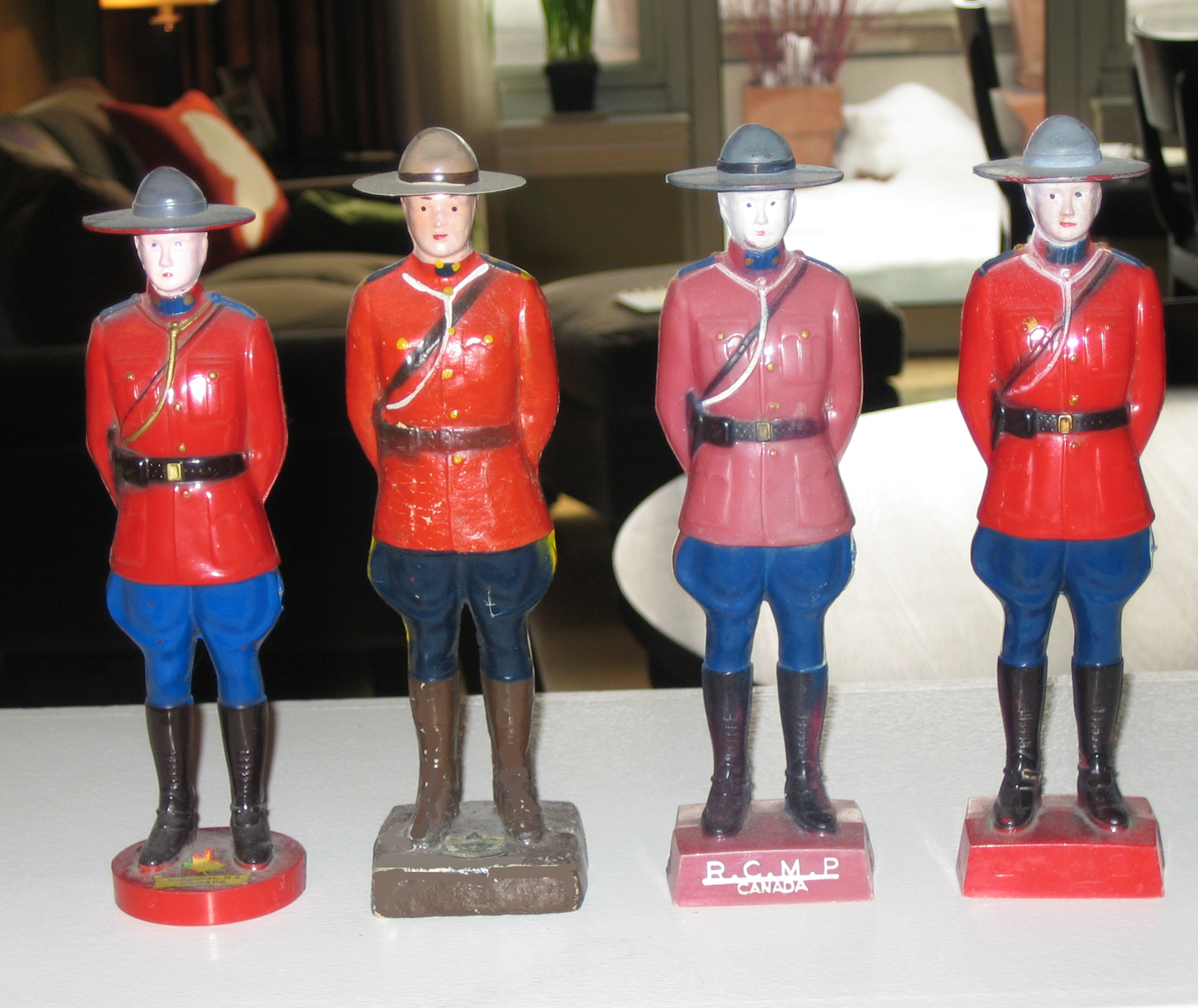
Туристні Сувеніри
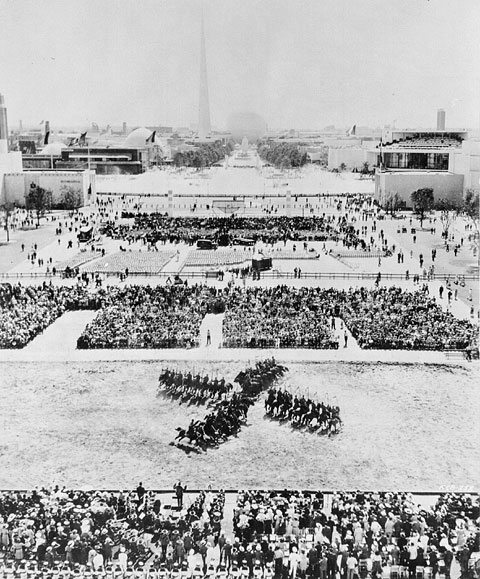
Світлова Висотка 1939 - КККП Музична їзда (на конях)
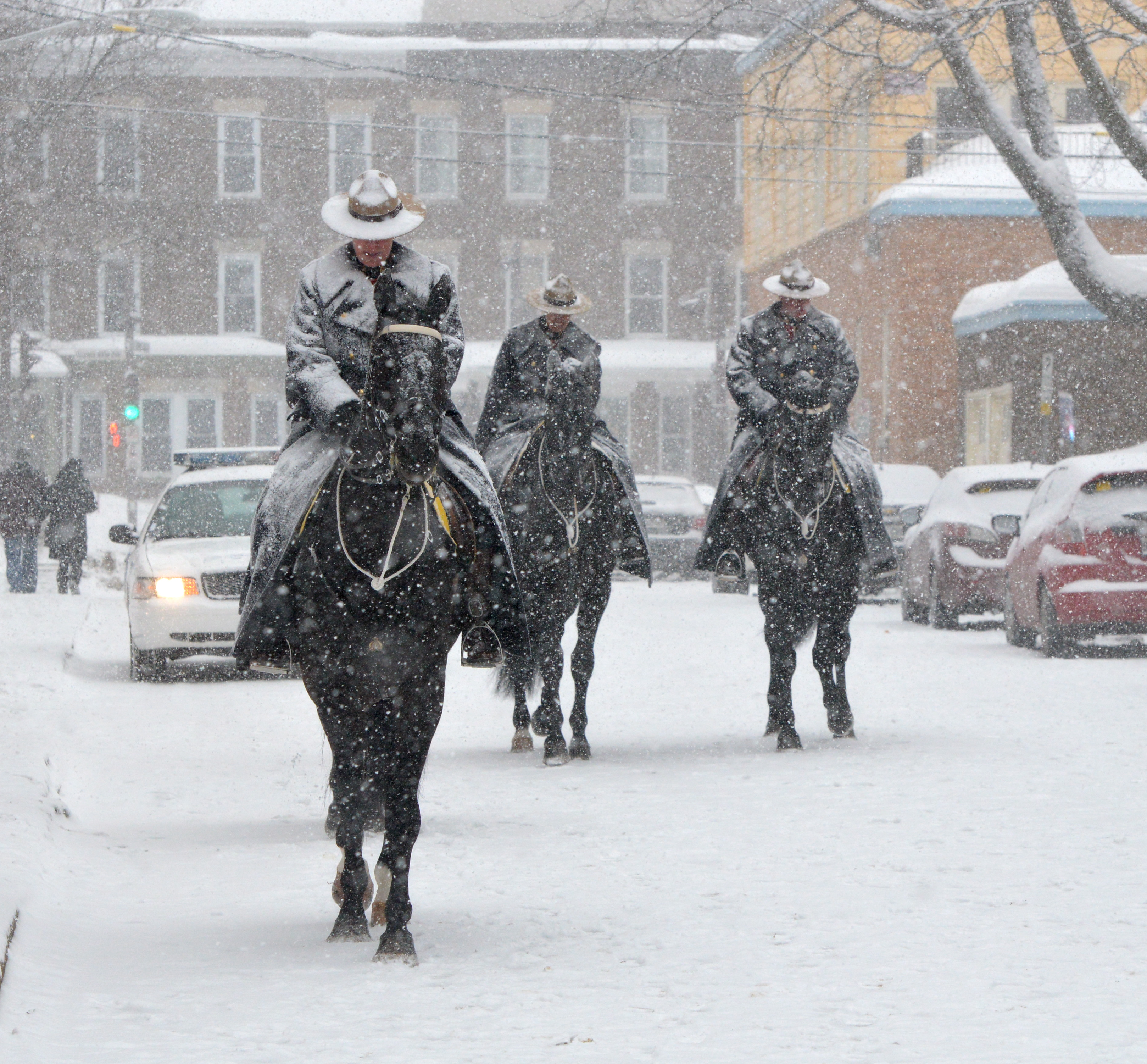
КККП в Квебеку
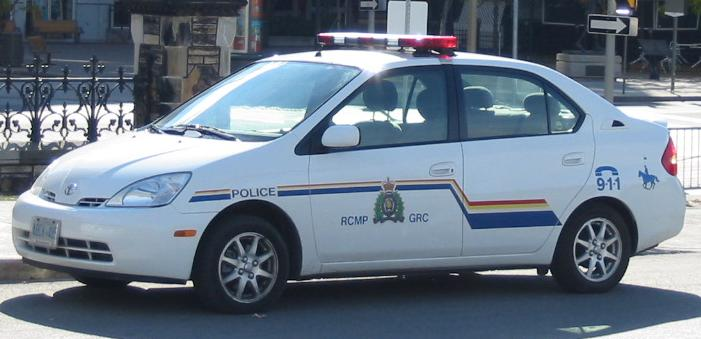
Машина конної поліції
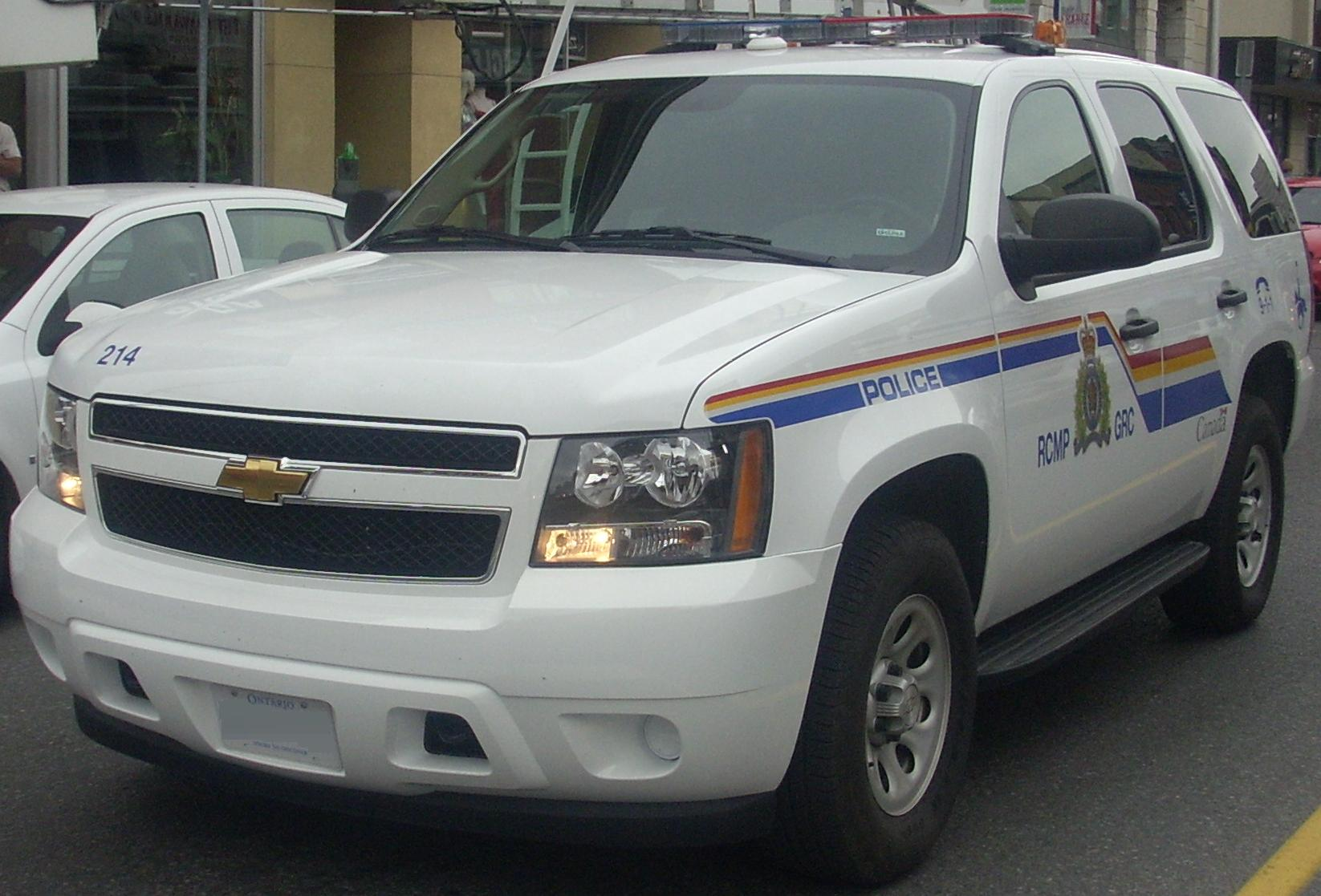
Машина конної поліції
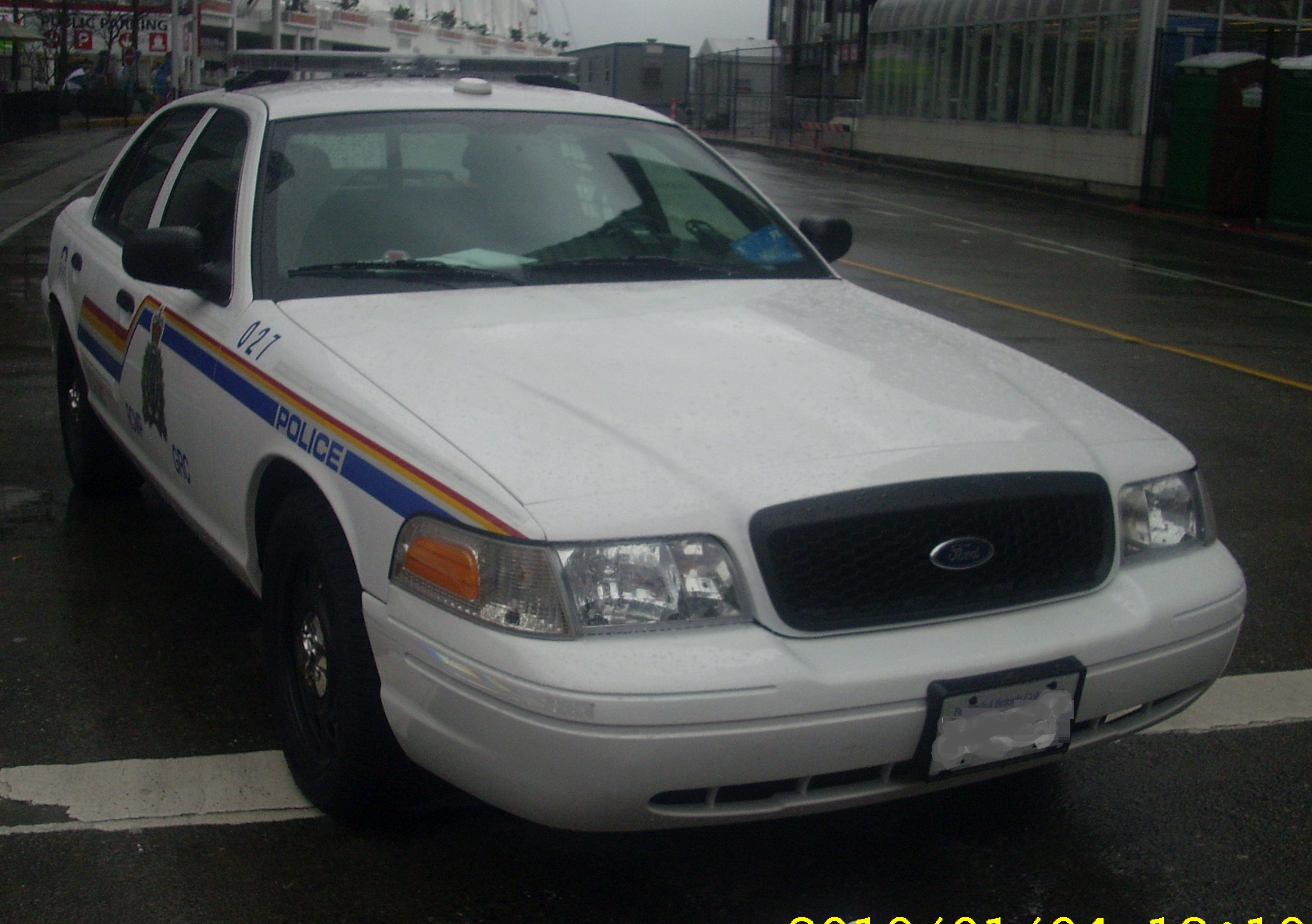
Машина конної поліції
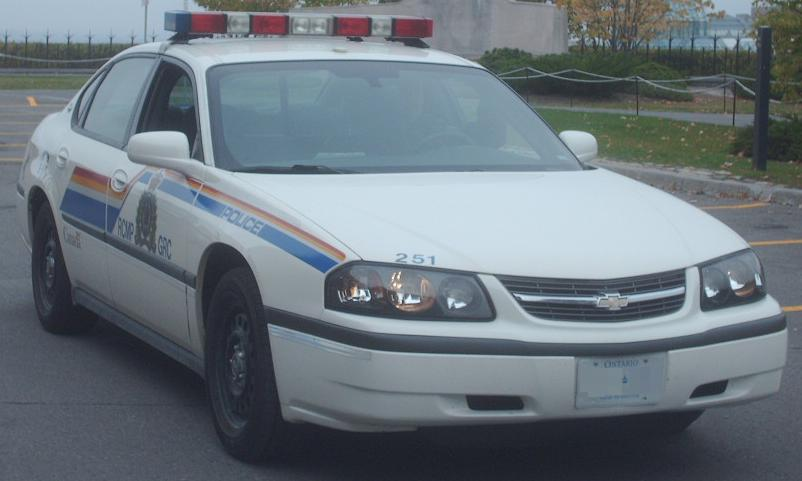
Машина конної поліції
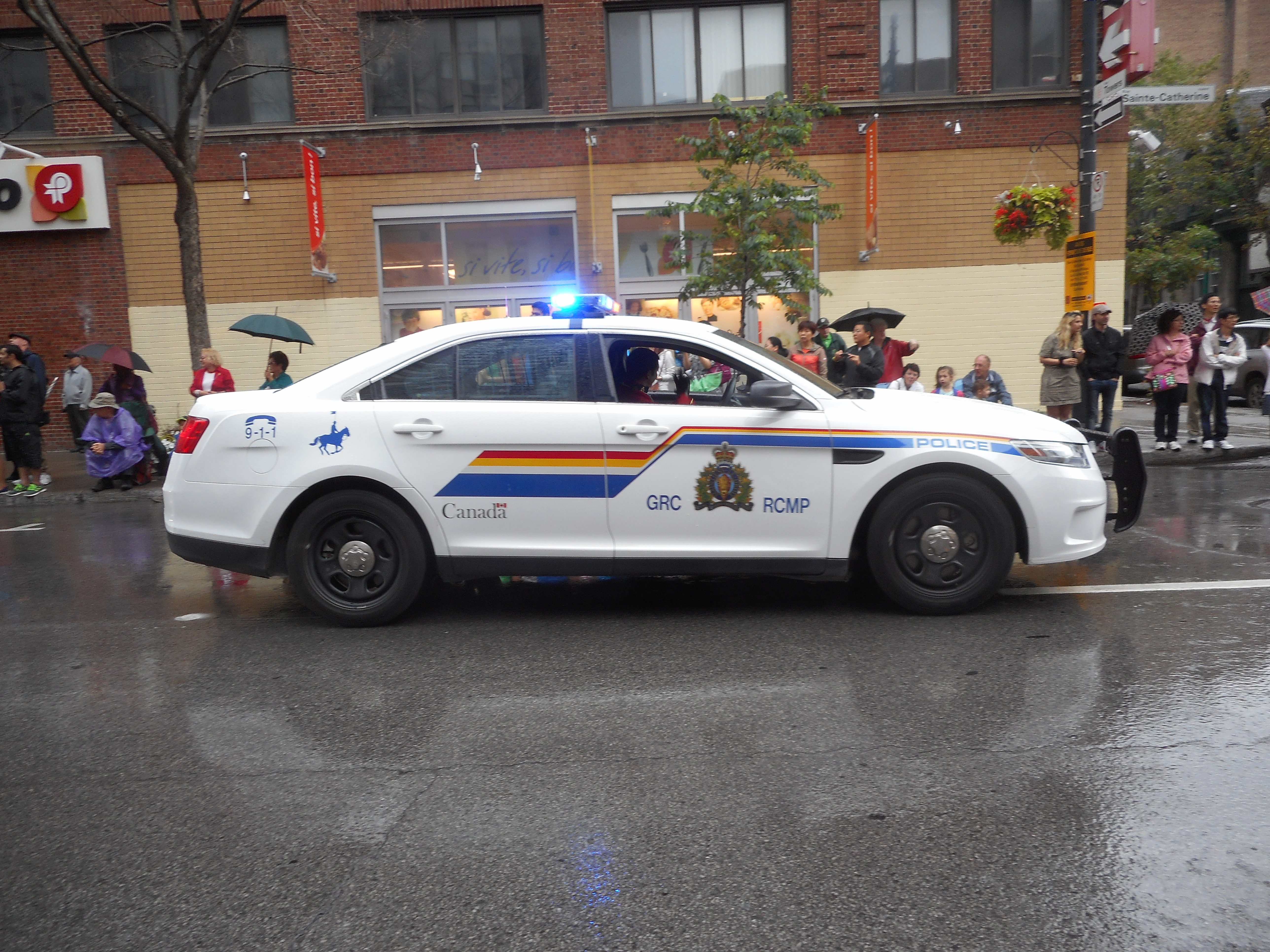
Машина конної поліції